# Callicostella scabriseta
Callicostella scabriseta là một loài rêu trong họ Pilotrichaceae. Loài này được (Hook.) A. Jaeger mô tả khoa học đầu tiên năm 1877.